# أنقولية برانسية
أنقولية برانسية (الاسم العلمي: Aquilegia pyrenaica) هي نوع من النباتات تتبع جنس الأنقولية من الفصيلة الحوذانية.